# Zorzines extranbigue
Zorzines extranbigue là một loài bướm đêm trong họ Noctuidae.